# آيت حند أو احسين (آيت نعمان الجنوبية)
آيت حند أو احسين هو دُوَّار يقع بجماعة آيت نعمان، إقليم الحاجب، جهة فاس مكناس في المملكة المغربية. ينتمي الدوّار لمشيخة آيت نعمان الجنوبية التي تضم 8 دواوير. يقدر عدد سكانه بـ 859 نسمة حسب الإحصاء الرسمي للسكان والسكنى لسنة 2004.

## وصلات خارجية
- البوابة الوطنية للجماعات الترابية
- المندوبية السامية للتخطيط